# Montsûrs-Saint-Céneré
Montsûrs-Saint-Céneré fue una efímera comuna nueva francesa que estaba situada en el departamento de Mayenne, de la región de Países del Loira.

## Historia
Fue creada el uno de enero de 2017 con la unión de las comunas de Montsûrs y Saint-Céneré y suprimida el uno de enero de 2019 pasando sus comunas delegadas a formar parte de la comuna nueva de Montsûrs.

## Demografía
Según los datos aportados en la resolución del prefecto de Mayenne, la comuna se crea con 2556 habitantes.